# Murfreesboro (North Carolina)
Murfreesboro is een plaats (town) in de Amerikaanse staat North Carolina, en valt bestuurlijk gezien onder Hertford County.

## Demografie
Bij de volkstelling in 2000 werd het aantal inwoners vastgesteld op 2045.
In 2006 is het aantal inwoners door het United States Census Bureau geschat op 2295, een stijging van 250 (12.2%).

## Geografie
Volgens het United States Census Bureau beslaat de plaats een oppervlakte van
5,7 km², waarvan 5,6 km² land en 0,1 km² water. Murfreesboro ligt op ongeveer 28 m boven zeeniveau.

## Plaatsen in de nabije omgeving
De onderstaande figuur toont nabijgelegen plaatsen in een straal van 16 km rond Murfreesboro.